# Kısıklı
Kısıklı (kurd. Dêlezi oder Dilezi) ist ein Dorf im Landkreis Yüksekova der Provinz Hakkâri. Kısıklı liegt fast im äußersten Südosten der Türkei in Südostanatolien auf 2.200 m über dem Meeresspiegel. Die Ortschaft liegt ca. 19 km nordöstlich von Yüksekova, 100 Höhenmeter oberhalb der Straße, die zur iranischen Grenze führt, an den südwestlichen Ausläufern des Mor Dağı (3.807 m).
Die Ortschaft hieß ursprünglich Dilezi. Dieser Name ist beim Katasteramt registriert.  Die Umbenennung erfolgte vor 1975. Dilezi ist auch der Name des Passes (2.100 m) an der Straße zur iranischen Grenze und eines Berges mit 3.250 m Höhe.
1985 lebten 1.613 Menschen in Kısıklı. 2009 hatte die Ortschaft 2.050 Einwohner.
Zu Kısıklı gehören die Weiler Sarıtaş (kurd. Dirbêsan), Yemişli (kurd. Dotkan), Sualtı (kurd. Dirişk), Pirbilen (kurd. Pirbilan) und Aşağı Güveç (Xurekana Binî), Yukarı Güveç (kurd. Xurekana Seri) und Bani (kurd. Bilanbasan).